# Taenia coli
En anatomía, se designa con el nombre de taenia coli, taeniae coli, tenias del colon o cintillas longitudinales, a una estructura anatómica formada por un grupo de fibras musculares superficiales de alrededor de 1 cm de ancho que se encuentran en el colon o intestino grueso por debajo de la serosa y son visibles a simple vista. Se originan en el ciego y siguen el eje longitudinal del intestino grueso, continuando por el colon ascendente,  colon transverso, colon descendente y colon sigmoideo, desapareciendo a nivel del recto. Pueden distinguirse tres bandas: la anterior —que es la más ancha—, la epiploica o posterolateral, y la mesocólica o posteromedial. No debe confundirse la estructura anatómica taenia coli con los parásitos intestinales del género Taenia o tenias, que parasitan el intestino de diferentes animales —incluyendo el ser humano—.